# Liar & A Thief
Liar & A Thief är den amerikanska rapparen Diabolic's debutalbum. Det släpptes på bolaget Viper Records 6 april 2010.

## Låtlista
| Nr | Titel                      | Längd | Gäster                              |
| -- | -------------------------- | ----- | ----------------------------------- |
| 1  | "Stand By"                 | 4:24  |                                     |
| 2  | "Frontlines"               | 4:21  | Immortal Technique                  |
| 3  | "Riot"                     | 3:53  | Deadly Hunta                        |
| 4  | "Reasons"                  | 3:48  |                                     |
| 5  | "Soldier's Logic"          | 3:43  |                                     |
| 6  | "Order & Chaos"            | 3:19  | Ill Bill                            |
| 7  | "I Don't Wanna Rhyme"      | 4:02  |                                     |
| 8  | "Truth Part 2"             | 4:06  |                                     |
| 9  | "Nicolai Ros To The Goul"  | 1:00  |                                     |
| 10 | "Not Again"                | 4:10  | Vinnie Paz                          |
| 11 | "Loose Cannon"             | 3:56  |                                     |
| 12 | "12 Shots"                 | 4:26  | Nate Augustus                       |
| 13 | "In Common"                | 3:19  | Canibus                             |
| 14 | "Modern Day Future"        | 3:33  | Deadly Hunta                        |
| 15 | "Behind Bars"              | 3:42  |                                     |
| 16 | "Right Here"               | 3:26  |                                     |
| 17 | "Self Destruction (Outro)" | 1:13  |                                     |
| 18 | "Cursed"                   | 3:22  | Smoothe da Hustler Kool G Rap Graph |